# BAR 297 (schip, 1970)
De BAR 297 was een kraanponton en pijpenlegger die in 1970 werd gebouwd bij Levingston Shipbuilding Company in Orange voor Brown & Root. Hierbij kreeg het een kraan met een capaciteit van 500 shortton.
In 1973 kreeg het schip bij de RDM de kraan van de Hercules, een American Hoist met een capaciteit van 650 shortton. De oude kraan werd geplaatst op de werf van Highland Fabricators in Nigg Bay, een joint-venture van Brown & Root met George Wimpey.
In 1977 ging Brown & Root in Mexico een joint-venture aan met Grupo Consorcio de Fabricaciones y Construcciones (Grupo CFC) van Félix Cantú Ayala en vormde zo Corporacion de Construcciones de Campeche (CCC) waarin ook de BAR 297 werd ondergebracht.
In 1990 werd het overgenomen door Smit Tak als Takcrane 1. In 1993 was het met de Taklift 4 betrokken bij de berging van de U 534.
In werd 1995 het overgenomen door Offshore Specialty Fabricators als OSFI DB 1 en in 2006 werd het verkocht aan TETRA Technologies als DB-1. In 2014 nam Turnkey Offshore Project Services het kraanponton over. Op 22 oktober 2017 zonk het in de Golf van Mexico tijdens een storm. Het raakte daarbij lek toen het op het onderstel (jacket) stootte dat het aan het ontmantelen was.